# Душан Богданов
Душан Богданов Сенко (Грабовци, код Руме, 20. август 1921 — Београд, 2. јануар 2012) био је учесник Народноослободилачке борбе, друштвено-политички радник САП Војводине и СФР Југославије и публициста.

## Биографија
Рођен је 20. августа 1921. у Грабовцима, код Руме. Основну школу завршио је у родном месту, а четири разреда гимназије у Руми. Након мале матуре, запослио се у општинској администрацији у Грабовцима.
У годинам пред Други светски рат, повезао се са револуционарним омладинским покретом и постао члан тада илегалног Савеза комунистичке омладине Југославије (СКОЈ). Потом је активно политички радио са омладином у селу и формирао први актив Савеза комунистичке омладине.
После окупације Југославије, 1941. прикључио се Народноослободилачком покрету (НОП). Од Среског комитета СКОЈ-а за Руму добио је задатак да ради на оорганизовању омладинске организације у селима југоисточног Срема. Септембру 1941. примљен је у чланство Комунистичке партије Југославије (КПЈ). По задатку Среског комитета КПЈ за Руму радио је на агитационо-пропагандном раду у селима румског среза.
Када је јула 1942. формиран Посавски партизански одред, био је члан Штаба одреда, где се налазио на функцији руководиоца информативно-пропагандног рада, а касније политичког комесара Среског штаба месних партизанских десетина, које су биле састављене од бораца, који су живели у селима. Од почетка 1943. обављао је дужност секретара Средњег комитета КПЈ за Руму, а био је и члан Окружног комитета КПЈ за Срем. Радио је на организовању месних партијских ћелија КПЈ у више села, као и органа народне власти. У том периоду дошло је до највећег ширења Народноослободилачког покрета у селима југоисточног Срема.
Маја 1944. одлуком Покрајиснког комитета КПЈ за Војводину, упућен је у јужни Банат, где је од маја до октобра 1944. као секретар Окружног комитета КПЈ за јужни Банат радио на организовању и јачању Народноослободилчаког покрета. На Седмој покрајинској конференцији КПЈ за Војводину, априла 1945. изабран је за члана Покрајинског комитета КПЈ за Војводину. Након формирања Комунистике партије Србије, маја 1945. био је инструктор ЦК КП Србије и организациони секретар Покрајинског комитета КПС за Војводину.
Након ослобођења, од 1946. до 1958. налазио се на професионалном партијском раду. Био је организациони секретар Покрајинског комитета КПС за Војводину и члан његовог Бироа, а био је и секретар Среског комитета Савеза комуниста у Панчеву. Завршио је Вишу партијску школу „Ђуро Ђаковић”.
Од 1957. до 1964. био је члан Извршног већа Скупштине АП Војводине, задужен за привредни развој и модернизацију пољопривреде и индустрије. Потом је био потпредседник Савезне привредне коморе и председник Привредног већа Скупштине СР Србије, након чега прешао на рад у Савез синдиката. Од новембра 1966. до маја 1974. био је председник Републичког већа Савеза синдиката Србије, а потом је био потпредседник Савезног већа Савеза синдиката Југославије. Од 1980. до 1985. био је члан Председништва Савеза синдиката Југославије и његов председник у једногодишњем мандату, од 22. маја 1984. до 22. маја 1985. године.
Од новембра 1945, када је изабран за народног посланика Устваотворне скупштине, у више сазива је биран за посланика у Савезној скупштини, као и у Скупштини СР Србије, у трећем и четвртом сазиву и Скупштини АП Војводине, у више сазива. Пензионисан је 1986. након чега је изабран за члана Савета федерације. За члана Централног комитета СК Југославије биран је на Деветом (1969) и Дванаестом конгресу (1982), а за члана Централног комитета Савеза комуниста Србије на Четвртом (1959) и Петом конгресу (1965). Такође, биран је за члана Покрајинског комитета КПС за Војводину, односно Покрајинског комитета Савеза комуниста Војводине. Био је члан Главног одбора Социјалистичког савеза радног народа Србије (ССРН).
Носилац је Партизанске споменице 1941. и других југословенских одликовања, међу којима су — Орден Републике са златним венцем, Орден заслуга за народ првог реда, Орден братства и јединства првог реда, Орден рада са црвеном заставом, Орден за храброст и др.

## Публицистички рад
Активно се бавио публицистчким радом и ојавио је више дела:
- Друштвено-економски односи у радним организацијама, 1967.
- Задаци синдиката Србије на развијању самоуправних друштвених односа и спровођењу закључака Шестог конгреса ССЈ, 1968.
- Остваривање уставног положаја општине у Статуту општине, 1977.
- Улога синдиката у развоју самоуправног система, 1978.
- Остваривање уставног положаја општине у СР Србији, 1981.
- Одлучивање радника у удруженом раду о стицању и расподели дохотка, 1981.
- Међузависност економског и социјалног развоја, 1983.
- Остваривање уставне улоге Социјалистичког савеза, 1984.
- Синдикат у друштвеној акцији, 1986.
- Закон о удруженом раду у пракси, 1986.
- Антифашистички покрет у јужном Банату 1941—1944, Панчево 2005.
- Доњи Срем у антифашистичкој борби 1941–1945, Рума 2006.